# 5세대 이동 통신
5세대 이동 통신(5G, fifth generation technology standard)은 2018년부터 채용되는 무선 네트워크 기술이다. 26, 28, 38, 60 GHz 등에서 작동하는 밀리미터파 주파수를 이용하는 통신이다.
2017년 12월의 3GPP 릴리스 15가 5G의 가장 일반적인 정의이다. 일부는 더 엄격한 ITU IMT-2020 정의를 더 선호하지만 훨씬 더 빠른 속도의 고주파수 대역만 포함하고 있다.
미국의 Verizon 사업자가 5GTF (5G Technology Forum)를 2015년 말에 설립하여 주도하고 있으며, 5GTF에 한국에서는 KT와 SKT가 합류를 하였고, 일본의 Docomo 가 가세해 있다. 5GTF는 5G기술의 1단계로 None Mobility 제품에 대한 Trial 용 규격을 발표했으며, Verizon은 5G CPE (Customer Premises Equipemt = 셋탑박스) 시범 서비스를 2017년 2월부터 시작하고 2017년말에는 상용화하겠다는 계획을 발표한 이래, 한국은 2018년 12월 1일부로 상용화를 위한 5G 무선 이동통신을 세계 최초로 개통했다.

## 5G 기술

### 작은 셀

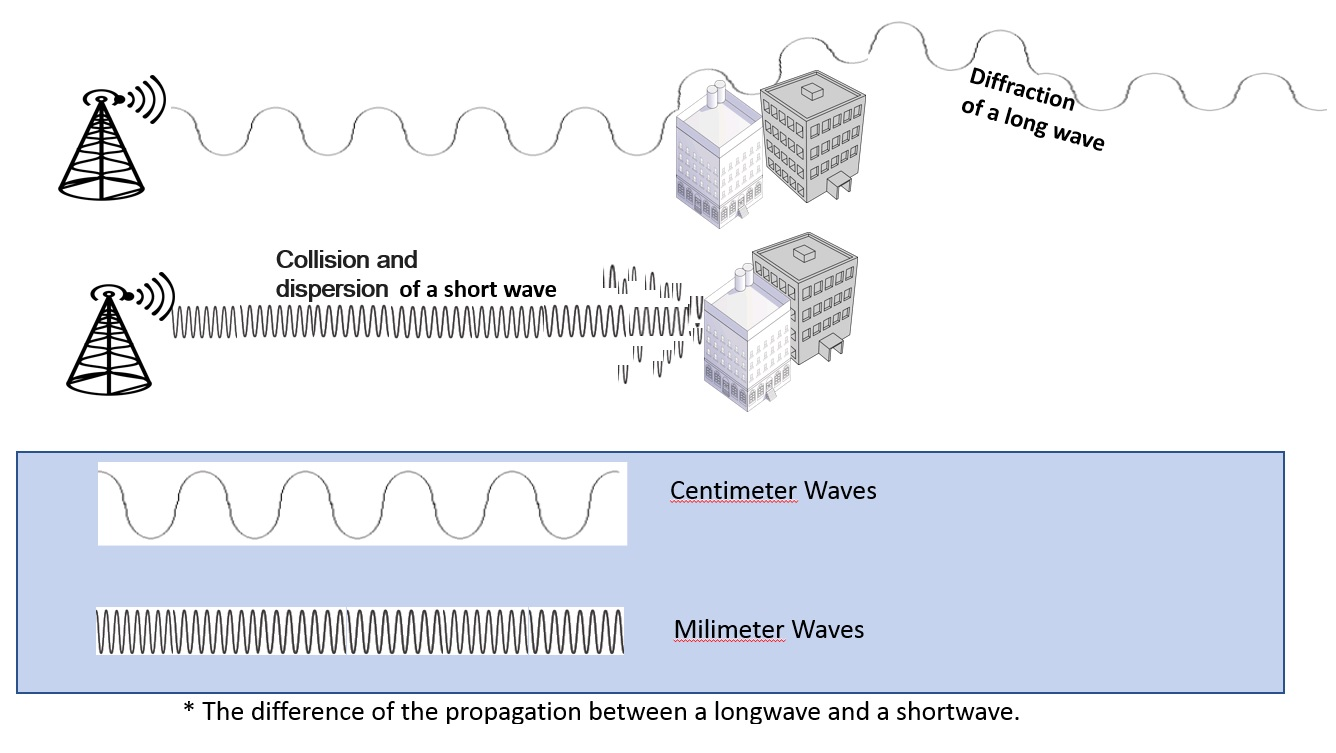
장파 (longwave)와 단파(shortwave) 사이의 전파가 이동할 때 특성 차이

5G 네트워크는 광대역을 구현하기 위해서 주로 밀리미터 파를 사용한다. 밀리미터 파의 직진성으로 인해 장애가있을 때 충돌 및 분산이 발생할 수 있다. 그러나 10G 이상의 광대역 서비스를 제공하려면 밀리미터 파를 사용해야하므로. 밀리미터 파가 중간에 손상되지 않도록 하기 위한 방법이 필요하다. 즉 5G 네트워크에 대한 연결이 끊어지지 않도록 근거리로 셀을 구성한 소규모 네트워크를 구축 할 수 있다. 다시 말해, 셀 크기를 더 작게 만들기 위해, 셀은 약 25,000-30,000m의 거리에서 작은 규모로 구성한다. 이 지역에는 여러 개의 수많은 [MIMO] 안테나가 있으며, 이것을 5G 고정 무선 서비스(5G fixed wireless service. ) 로도 부른다.

### 빔 포밍(Beamforming)
이것은 5G 네트워크의 주요 기술 중 하나이다. 데이터 속도를 높이고 대용량 MIMO 안테나를 사용하여 대역폭을 향상시킬 수있는 타겟 빔 및 고급 신호 처리를 통해 데이터를 전송하므로 많은 데이터가 실제로 필요한 장소에 집중적으로 무선 신호를 전송하는 기술이다. 쉽게 설명하자면 4G이전에 기술에서는 데이터를 전달하는 주파수를 여러 사용자가 나누어 공유했다. 때문에 한 기지국 안에 많은 사용자가 몰리게 되면 속도가 떨어질 수 밖에 없지만, 5G는 빔 포밍기술(주파수를 특정 공간(구역)으로 집중시키는 기술)을 사용하여 특정사용자에게 주파수 전체를 할당할 수 있으며 이를 통해 한 기지국에 많은 사용자가 몰리더라도 모든 사용자가 최고의 속도를 서비스 받을 수 있게 된다..

## 5G 네트웍 구축

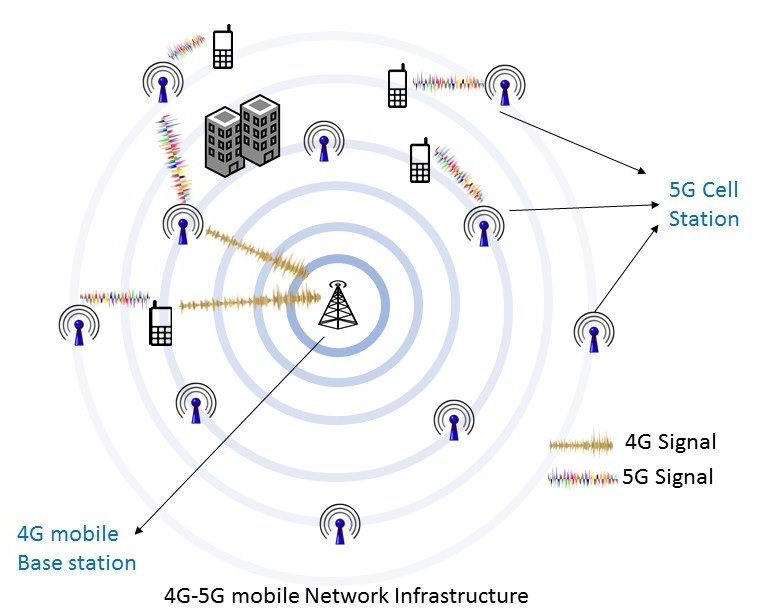
5G 모바일 네트워크는 기존의 4G 네트워크 인프라를 기반으로 구성한다.

모바일 업계가 5G 인프라를 구축하기 위해서는 5G 주파수의 밀리미터 파 (3.6 GHz, 6 GHz, 24-86 GHz 대역 등)를 고려해야 한다. 길이가 수십 센티미터 인 3G 또는 4G 주파수 (예 : 850MHz, 1,800MHz, 2,100MHz, 2,300MHz 및 2,600MHz) (48)을 비교하는 1 ~ 10mm 파가 필요 하다. 5G 네트워크 셀룰러 타워는 현재 3G / 4G 기지국 타워에 비해 훨씬 작은 셀을 위해 설계되어야 한다. 3G / 4G 네트워크 셀룰러 타워의 경우, 출력 전력을 조정하여 최대 50km-150km를 기적으로 커버 할 수 있지만, 그러나 5G 셀 스테이션은 이상적으로 250-300m의 거리를 커버하도록 설계되어야 한다.기술적 한계. 주로 5G에서 사용되는 밀리미터 파 스펙트럼 (30GHz-300GHz)은 주파수 특성으로 인해 짧은 거리 만 전송할 수 물리적 장애물 (예 : 건물)에 의한 중요한 전파 차단으로 직선적 인 밀리미터 파의 기술적 과제가 있다. 이 문제를 극복하기 위해 제안된 5G 표준 설계 방법은 단거리 (약 250-300m)의 소형 셀 스테이션 만 배포할 수 있다. 인프라는 이전의 4G 롤아웃과 상당히 다른데, 작은 수의 큰 셀보다는 많은 수의 작은 셀을 5G에 사용 한다.

## 나라별 현황

### 미국
미국 통신 사업자들은 무선 및 이동 통신이라는 두 가지 별개의 범주로 계획을 세운다. 고정 무선 기지국은 일반적으로 주거용 광대역 고객에게 mmWave 대역을 사용하는 1Gbit/s 이상의 속도로 서비스 한다. 모바일 기지국은 기존의 LTE 또는 새로 할당 된 밴드에서 6GHz 이하의 스펙트럼을 사용하여 향상된 5G 네트워크와 기존의 LTE 비슷한 성능을 동시에 제공하는 것을 목표하여 5G 네트웍을 구성한다. 미국 최대 통신사 버라이즌은 미네소타 등 도시에 5G 네트워크를 먼저 구축하였다.

### 중국
중국의 경우 2020년대부터 본격적으로 상용화 준비에 박차를 가하게 되자, 중국 정부의 의도에 따라 5세대 이동 통신을 첨단 통신 시스템으로 활용할 계획에 있는 것으로 드러나고 있다.

### 한국
대한민국에선 한국전자통신연구원의 주도로 Gigabyte 프로젝트가 시작된 이래, 한국은 2018년 12월 1일부로 상용화를 위한 5G 무선 이동통신을 세계 최초로 개통했다.
삼성전자에서 5세대 이동 통신의 기술을 개발했다.

### 영국
영국은 먼저 5G를 런던과 다른 주요 도시 (예: 브리스톨, 버밍엄)에 배치하고 출발점으로 5G 네트워크를 구축하여 다른 주요 도시에 5G 네트워크를 구축 한다. 다음 단계는 영국의 중소 도시에 네트워크를 설치한다.

### 일본
2020년 하계 올림픽 때 일본 도쿄에서 개최하는 스포츠 국제 경기에 맞춰, 관객들에게 5G를 체험 할 수 있도록 시범 서비스를 실시하였다.

## 같이 보기
- 1세대 이동 통신
- 2세대 이동 통신
- 3세대 이동 통신
- 4세대 이동 통신
- 6세대 이동 통신